# Ибн Акиль
Абу́-ль-Вафа́ Али́ ибн Аки́ль аль-Багда́ди, более известный как Ибн Аки́ль (араб. ابن عقيل‎; 1040—1119) — исламский богослов, приверженец наиболее консервативного ханбалитского мазхаба, предпринявший попытку сделать эту школу более либеральной.

## Биография
Его полное имя: Абу-ль-Вафа Али ибн Акиль ибн Мухаммад ибн Акиль ибн Ахмад аль-Багдади аль-Джафари. Родился в 1040 году в Багдаде. Обучался шариатскому праву согласно ханбалитскому мазхабу. В эти же годы он увлёкся либеральными богословскими идеями, которые осуждали его ортодоксальные учителя-ханбалиты. Эти идеи были представлены двумя различными тенденциями в исламской мысли — учением мутазилитов, которые пытались понять и интерпретировать религию в соответствии с канонами логики и разума и учением мистика аль-Халладжа, в особенности его доктриной вахдат аш-шухуд.
Увлечённость Ибн Акиля этими идеями ослабила его положение среди консервативной общины ханбалитов Багдада. Когда в 1066 году в возрасте 26 лет он был назначен преподавателем в важной мечети «аль-Мансур», это вызвало ещё большую враждебность к нему. Всё это привело к преследованию Ибн Акиля. После смерти своего покровителя Абу Мансура ибн Юсуфа в 1067 (или 1068) году он был вынужден покинуть пост преподавателя. До 1072 года Ибн Акиль жил под покровительством зятя Абу Мансура, который был купцом. Спор вокруг его убеждений подошёл к концу в сентябре 1072 года, когда он публично отказался от своих взглядов перед группой ортодоксальных богословов.
Оставшуюся жизнь Ибн Акиль провёл в приобретении знаний. Его самым известным трудом является энциклопедический труд «Китаб аль-фунун» («Книга о науках») с большим разнообразием предметов. Это не сохранившееся до наших дней произведение содержало от 200 до 800 томов.
Ибн Акиль скончался 12 числа месяца джумада аль-уля 513 года по хиджре (1119 год). Погребальную молитву над ним совершил Ибн Шани в багдадской мечети «аль-Каср». Затем его тело было перенесено в мечеть «аль-Мансур», где также был совершён джаназа-намаз. Ибн Акиль был погребён недалеко от могилы Ахмада ибн Ханбаля.